# 皮尔约·阿霍宁
皮尔约·阿霍宁（芬蘭語：Pirjo Ahonen，1970年11月5日—），芬兰女子冰球运动员，场上位置是后卫。她曾代表芬兰国家队参加2002年冬季奥林匹克运动会冰球比赛，获得第4名。